# Lazec (gmina Loški Potok)
Lazec – wieś w Słowenii, w gminie Loški Potok. W 2018 roku liczyła 40 mieszkańców.